# Татарська Автономна Радянська Соціалістична Республіка
Татарська Автономна Радянська Соціалістична Республіка (рос. Татарская Автономная Советская Социалистическая Республика, тат. Татар Автоном Совет Социалистик Республика) , до 5 грудня 1936 — Автономна Татарська Соціалістична Радянська Республіка) — автономна республіка у складі РРФСР. Столиця — Казань, площа — 67,836 км². Є прямим попередником сьогоденного Татарстану.

## Історія
20 листопада 1917 на з'їзді (Миллэт Меджлиси) народів Поволжя було ухвалене рішення про проголошення на територіях Казанської та Уфимської губерній і частини територій прилеглих губерній Ідель-Уральської Республіки (Штату Ідель-Урал), для чого була сформована виконавча колегія. Заплановане на 1 березня 1918 проголошення не відбулося у зв'язку з протидією більшовицьких Рад і Революційного штабу Червоної Армії. Але національний уряд «Забулачної республіки» продовжував існувати якийсь час навесні 1918.
22 березня 1918, декретом ВЦВК РРФСР на цій же території проголошена автономна Татаро-Башкирська Радянська Республіка, яка реально не була організована через громадянську війну.
27 травня 1920, постановою ВЦВК і Раднаркому РРФСР проголошена і з 25 червня 1920, організована автономна Татарська Радянська Республіка на терені власне Татарстану (із застереженням про можливе подальше приєднання населеної татарами території сучасного Західного Башкортостану згідно з референдумами в Бірському і Белебеївському повітах, які згодом так і не були проведені).
30 грудня 1922 при заснуванні СРСР назвою автономії стало Татарська Автономна Радянська Соціалістична Республіка.
В 1922 (при утворенні СРСР), в 1936 і 1977 (при прийнятті Конституції СРСР) і в 1952—1953 (при утворенні в ТАРСР Казанської, Чистопольської, Бугульмінської областей) розглядалося, але не була прийнята пропозиція про перетворення ТАРСР в союзну республіку, через анклавний стан. За для унеможливлення створення ще однієї радянської республіки (об'єднаної Татарсько-Башкирської РСР) у центрі Росії, Оренбурзька область була передана зі складу Казахстану (Кара-Киргизька АРСР) у склад РРФСР.
У повоєнні роки першим секретарем обкому партії ТАРСР був Зинат Муратов. У 1957, на його місце був призначений Семен Ігнатьєв (1957—1960). З 1960 по 1979, першим секретарем обкому партії ТАРСР був Фікрят Табі, якого замінив Рашид Мусін (1979—1982). Після Мусіна першими секретарями були Гумер Усманов (1982—1989) і Мінтимєр Шаймієв (1989—1991).